# Milan Indoor 1979
Il Milan Indoor 1979 è stato un torneo di tennis giocato sul sintetico indoor. È stata la 2ª edizione del Milan Indoor, che fa parte del Colgate-Palmolive Grand Prix 1979. Si è giocato a Milano in Italia, dal 26 marzo al 1º aprile 1979.

## Campioni

### Singolare
John McEnroe ha battuto in finale  John Alexander con il punteggio di 6–4, 6–3

### Doppio
Peter Fleming /  John McEnroe hanno battuto in finale  José Luis Clerc /  Tomáš Šmíd con il punteggio di 6–1, 6–3